# 1110
| Calendário gregoriano                                                        | 1110 MCX                                             |
| Ab urbe condita                                                              | 1863                                                 |
| Calendário arménio                                                           | 559 – 560                                            |
| Calendário bahá'í                                                            | -734 – -733                                          |
| Calendário budista                                                           | 1654                                                 |
| Calendário chinês                                                            | 3806 – 3807 Início a 22 de janeiro (aproximadamente) |
| Calendário copta                                                             | 826 – 827                                            |
| Calendário etíope                                                            | 1102 – 1103                                          |
| Calendários hindus - Vikram Samvat - Calendário nacional indiano - Cáli Iuga | 1165 – 1166 1031 – 1032 4210 – 4211                  |
| Calendário Holoceno                                                          | 11110                                                |
| Calendário islâmico                                                          | 503 – 504                                            |
| Calendário judaico                                                           | 4870 – 4871                                          |
| Calendário persa                                                             | 488 – 489                                            |
| Calendário rúnico                                                            | 1360                                                 |
| Calendário solar tailandês                                                   | 1653                                                 |

1110 (MCX, na numeração romana) foi um ano comum do século XII do Calendário Juliano, da Era de Cristo, a sua letra dominical foi B (52 semanas), teve início a um sábado e terminou também a um sábado.
No território que viria a ser o reino de Portugal estava em vigor a Era de César que já contava 1148 anos.
| Ano completo                   |
| ------------------------------ |
| Ano comum com início ao sábado |

## Eventos
- Intriga do arcebispo de Santiago de Compostela, Diego Gelmírez, empenhado em acabar com a concorrência de Braga como centro de peregrinação, levando à destruição da parte já construída da Sé desta diocese, pelos maiorinos da condessa D. Teresa.
- Foral de Esgueira.
- Fáfila Lucides, nascido em 1080, fica governador das terras de Lanhoso de 1110 a 1115.

## Nascimentos
- Abraão ibne Daúde, historiador e filósofo espanhol.
- Bela II da Hungria, chamado "o Cego", (Béla ou Vak Béla, em húngaro) m. 13 de fevereiro de 1141) foi rei da Hungria de 1131 até a sua morte.
- Teodorico da Alsácia, Conde da Flandres (m. 1168).
- Gualtério II de Brienne foi conde de Brienne e senhor de Ramerupt (m. 1161).
- Guilherme III de Nevers, conde de Nevers de Auxerre e de Tonnerre (m. 1161).
- Lourenço Viegas, foi um militar medieval português (m. 1160).
- García Ramírez de Pamplona, rei de Pamplona (m. 1150).
- Afonso Viegas foi um fidalgo, Rico-Homem e cavaleiro medieval português, Governador de Lamego, Baião e Santa Marta de Penaguião.
- Henrique Fernandes Magro, senhor do Couto de Portocarreiro e de vastos territórios nas localidades de Sever do Vouga e Cambra, Portugal.

## Mortes
- Guilherme Hugo de Baux, visconde de Baux (n. 1150).